# Nathan Redmond
Nathan Daniel Jerome Redmond (* 6. března 1994 Birmingham) je anglický profesionální fotbalista, který hraje na pozici křídelníka za anglický klub Burnley FC. Je bývalým anglickým mládežnickým reprezentantem a má na svém kontě i jeden odehraný zápas za anglický národní tým.

## Klubová kariéra

### Birmingham City
Redmond se narodil v Birminghamu ve West Midlands. Ve věku 8 let se stal součástí akademie místního klubu Birmingham City FC. Redmond v A-týmu debutoval 26. srpna 2010, když nastoupil do pohárového utkání proti Rochdale. V lednu 2011 odešel Redmond na hostování do Burtonu Albion, hrající League Two. Nicméně v Burtonu zůstal jen pár dní, a to protože English Football League hostování nepovolila. Svoji první profesionální smlouvu podepsal v březnu 2011.
Redmond odehrál poprvé celé utkání 18. srpna 2011; jednalo se o zápas předkola Evropské ligy proti portugalskému CD Nacional. Svůj ligový debut si odbyl o tři dny později, a to při prohře 3:1 proti Middlesbrough. V odvetném zápase předkola Evropské ligy vstřelil svou první branku v kariéře a pomohl k výhře 3:0 a k postupu do základní skupiny.Svůj první gól v lize vstřelil 31. prosince, a to při výhře 3:0 nad Blackpoolem. V sezóně 2011/12 vstřelil 7 branek v 37 zápasech a získal ocenění pro nejlepšího mladého hráče klubu.

### Norwich City

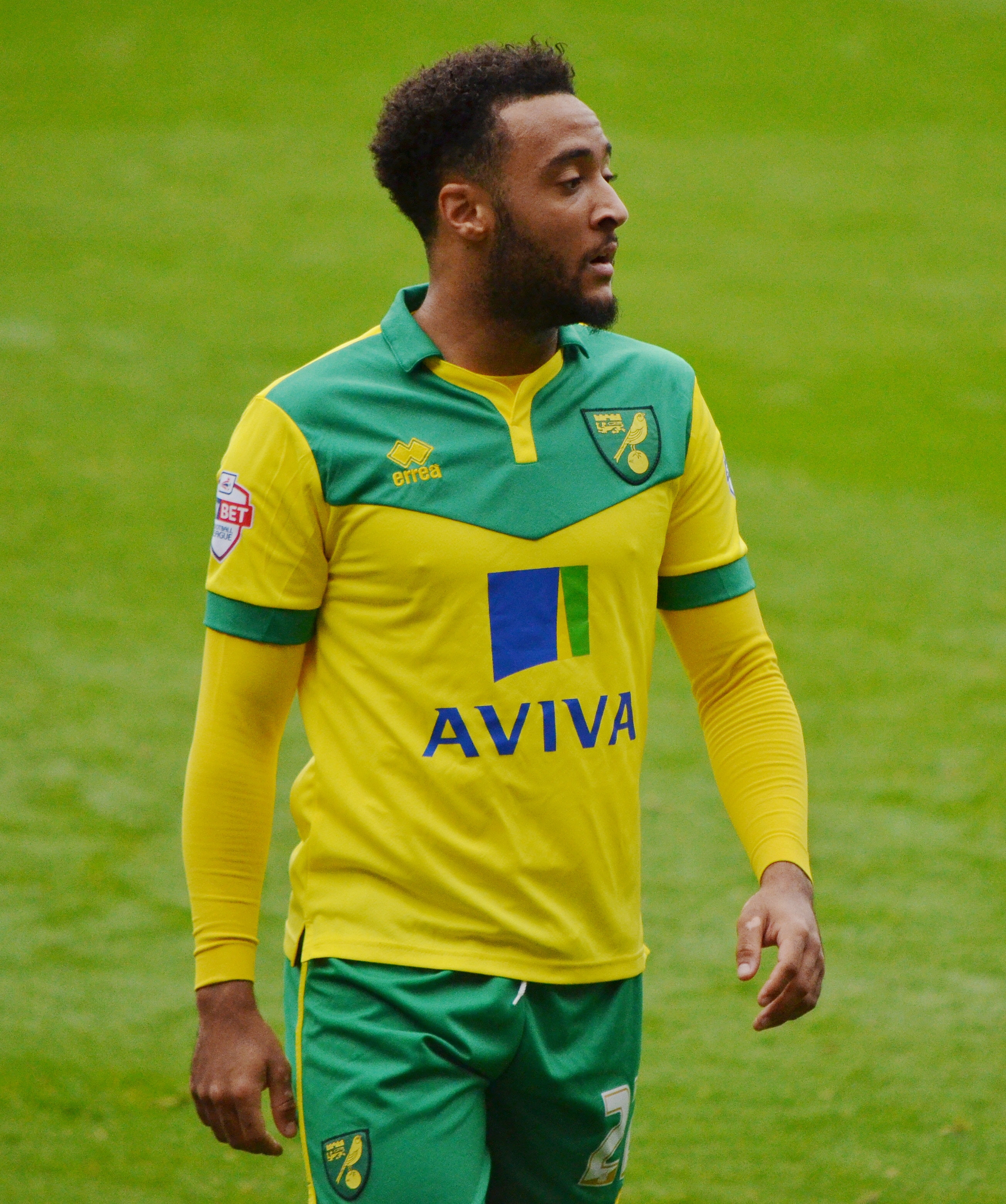
Redmond v dresu Norwiche City (2014)

V létě 2013 přestoupil Redmond za částku okolo 2 milionu liber do prvoligového klubu Norwich City, kde podepsal čtyřletý kontrakt.
V klubu debutoval 17. srpna, a to při remíze 2:2 proti Evertonu, a svůj první gól vstřelil o dva týdny později do sítě Southamptonu.

### Southampton
Dne 25. června 2016 přestoupil Redmond do Southamptonu za částku okolo 10 milionu liber. V klubu podepsal pětiletou smlouvu. Redmond skóroval při svém soutěžním debutu 13. srpna, a to srovnávající do sítě Watfordu při remíze 1:1.
V sezóně 2018/19 získal za své výkony ocenění pro nejlepšího hráče klubu, a to jak podle fanoušků, tak i podle hráčů.
Před začátkem sezóny 2019/20 podepsal Redmond nový čtyřletý kontrakt.
Dne 20. března 2021 vstřelil Redmond dvě branky a na další přihrál při výhře 3:0 ve čtvrtfinále FA Cupu proti Bournemouthu.

## Reprezentační kariéra
Redmond byl poprvé povolán do anglické reprezentace v březnu 2017, a to na přátelský zápas proti Německu a na zápas kvalifikace na Mistrovství světa proti Litvě. V reprezentaci debutoval v zápase proti Německu, když v 66. minutě vystřídal Adama Lallanu, na další pozvánku do reprezentace ale čekal až do roku 2019.

## Statistiky

### Klubové
K 5. únoru 2022
| Klub            | Sezóna  | Liga           | Liga   | Liga | FA Cup | FA Cup | EFL Cup | EFL Cup | Evropské poháry | Evropské poháry | Celkem | Celkem |
| Klub            | Sezóna  | Liga           | Zápasy | Góly | Zápasy | Góly   | Zápasy  | Góly    | Zápasy          | Góly            | Zápasy | Góly   |
| --------------- | ------- | -------------- | ------ | ---- | ------ | ------ | ------- | ------- | --------------- | --------------- | ------ | ------ |
| Birmingham City | 2009/10 | Premier League | 0      | 0    | 0      | 0      | 0       | 0       | —               | —               | 0      | 0      |
| Birmingham City | 2010/11 | Premier League | 0      | 0    | 1      | 0      | 2       | 0       | —               | —               | 3      | 0      |
| Birmingham City | 2011/12 | Championship   | 26     | 5    | 5      | 1      | 1       | 0       | 5               | 1               | 37     | 7      |
| Birmingham City | 2012/13 | Championship   | 38     | 2    | 2      | 0      | 2       | 0       | —               | —               | 42     | 2      |
| Birmingham City | Celkem  | Celkem         | 64     | 7    | 8      | 1      | 5       | 0       | 5               | 1               | 82     | 9      |
| Norwich City    | 2013/14 | Premier League | 34     | 1    | 2      | 0      | 3       | 0       | —               | —               | 39     | 1      |
| Norwich City    | 2014/15 | Championship   | 46     | 6    | 1      | 0      | 0       | 0       | —               | —               | 47     | 6      |
| Norwich City    | 2015/16 | Premier League | 35     | 6    | 1      | 0      | 1       | 0       | —               | —               | 37     | 6      |
| Norwich City    | Celkem  | Celkem         | 115    | 13   | 4      | 0      | 4       | 0       | —               | —               | 123    | 13     |
| Southampton     | 2016/17 | Premier League | 37     | 7    | 3      | 0      | 5       | 1       | 5               | 0               | 50     | 8      |
| Southampton     | 2017/18 | Premier League | 31     | 1    | 4      | 0      | 1       | 0       | —               | —               | 36     | 1      |
| Southampton     | 2018/19 | Premier League | 38     | 6    | 2      | 3      | 3       | 0       | —               | —               | 43     | 9      |
| Southampton     | 2019/20 | Premier League | 32     | 4    | 2      | 0      | 3       | 1       | —               | —               | 37     | 5      |
| Southampton     | 2020/21 | Premier League | 29     | 2    | 3      | 2      | 1       | 0       | —               | —               | 33     | 4      |
| Southampton     | 2021/22 | Premier League | 19     | 0    | 2      | 1      | 2       | 1       | —               | —               | 23     | 2      |
| Southampton     | Celkem  | Celkem         | 186    | 20   | 16     | 6      | 15      | 3       | 5               | 0               | 222    | 29     |
| Celkem          | Celkem  | Celkem         | 365    | 40   | 28     | 7      | 24      | 3       | 10              | 1               | 427    | 51     |

### Reprezentační
| Anglie | Anglie | Anglie |
| Rok    | Zápasy | Góly   |
| ------ | ------ | ------ |
| 2017   | 1      | 0      |
| Celkem | 1      | 0      |

## Ocenění

### Individuální
- Jedenáctka turnaje Mistrovství Evropy do 21 let: 2015[25]
- Nejlepší anglický fotbalista do 21 let: 2016[26]
- Hráč sezóny Southamptonu podle hráčů: 2018/19[27]
- Hráč sezóny Southamptonu podle fanoušků: 2018/19[28]